# Kirinia eversmanni
Kirinia eversmanni is een vlinder uit de familie van de Nymphalidae, uit de onderfamilie van de Satyrinae. De soort is voor het eerst wetenschappelijk beschreven als Hipparchia eversmanni door Eduard Friedrich Eversmann in een publicatie uit 1847.

## Verspreiding
De soort komt voor in de bergen van Centraal-Azië waaronder Zuid-Kazachstan, Afghanistan en Noord-Pakistan.

## Ondersoorten
- Kirinia eversmanni eversmanni (Eversmann, 1847)
  - = Marginarge eversmanni eversmanni
- Kirinia eversmanni cashmirensis (Moore, 1874) (Westelijke Pamir)
  - = Lasiommata eversmanni cashmirensis
  - = Marginarge eversmanni cashmirensis
- Kirinia eversmanni unicolor Grum-Grshimailo, 1892 (Hisorgebergte, Alajgebergte)
- Kirinia eversmanni shiva (Wyatt, 1961) (Noordoost-Afghanistan)
  - = Pararge eversmanni shiva Wyatt, 1961